# Thilo Meyer-Brandis
Thilo Meyer-Brandis (* 1971) ist ein deutscher Mathematiker, Wirtschaftswissenschaftler und Hochschullehrer.

## Werdegang
Meyer-Brandis studierte Mathematik und Volkswirtschaftslehre an der Universität Oslo, an der er als Master graduierte. Nach einem an der Emlyon Business School in Lyon errungenen Master of Business Administration war er zwischen 2000 und 2001 bei einer Investmentbank in der Finanzindustrie in Paris tätig. 2005 promovierte er an der Universität Oslo im Fach Finanzmathematik mit einer Arbeit zur Anwendung von Lévy-Prozessen in der Finanzwirtschaft.
Zunächst blieb Meyer-Brandis bis 2009 als Postdoktorand in Oslo, wobei er dabei zwischen 2006 und 2007 als Wissenschaftlicher Assistent an der Technischen Universität München forschte. 2009 übernahm er eine Vertretungsprofessur an der Ludwig-Maximilians-Universität München, ehe er im März 2011 am dortigen Lehrstuhl für Angewandte Mathematik zum ordentlichen Professor berufen wurde.

## Forschung und Lehre
Meyer-Brandis’ Forschungsgebiet liegt in der stochastischen Analysis mit Anwendungen in der Finanz- und Versicherungsmathematik. Neben Einführungsvorlesungen zu Finanz- und Versicherungsmathematik bietet er in Forschungsseminaren Vertiefungsveranstaltungen an.